# Чемпионат СССР по современному пятиборью 1982
XXX Чемпионат СССР по современному пятиборью среди мужчин проводился в столице Украины городе Киев с 28 августа по 1 сентября 1982 года. На чемпионате награды разыгрывались только в личном и командном первенстве.

## Чемпионат СССР. Мужчины. Личное первенство
| Дисциплина        | Золото                                        | Серебро                           | Бронза                                   |
| Личное первенство | Анатолий Старостин · Таджикская ССР · Душанбе | Олег Булгаков · РСФСР · Краснодар | Виктор Кириченко · Украинская ССР · Киев |

- Итоговые результаты.

| Место | Спортсмен          | Республика, город, спортивное общество | Сумма очков |
| ----- | ------------------ | -------------------------------------- | ----------- |
| 1.    | Анатолий Старостин | Таджикская ССР, Душанбе, «Динамо»      | 5579        |
| 2.    | Олег Булгаков      | РСФСР, Краснодар, «Динамо»             | 5540        |
| 3.    | Виктор Кириченко   | Украинская ССР, Киев, Вооруженные Силы | 5524        |

## Командное первенство
- Итоговые результаты.

| Место | Спортивное общество | Сумма очков |
| ----- | ------------------- | ----------- |
| 1.    | Вооруженные Силы-5  | 16400       |
| 2.    | Динамо-4            | 16252       |
| 3.    | Динамо-3            | 16250       |

## Зимний чемпионат
Зимний чемпионат СССР проходил с 6 по 10 марта в Таллине.
| Место | Спортсмен        | Республика, город, спортивное общество | Сумма очков |
| ----- | ---------------- | -------------------------------------- | ----------- |
| 1.    | Тимур Досымбетов | Казахская ССР, Алма-Ата, «Динамо»      | 5529        |
| 2.    | Алексей Хапланов | Москва, Москва, «Динамо»               | 5466,5      |
| 3.    | Игорь Андреев    | Москва, Москва, «Динамо»               | 5452,5      |